# Баталов, Эдуард Яковлевич
Эдуа́рд Я́ковлевич Бата́лов (5 февраля 1935, Воронеж — 11 ноября 2018) — советский и российский учёный-американист, специалист в области политической философии. Профессор МГИМО. Кандидат философских наук, доктор политических наук.

## Биография
Окончил МГИМО (1958), в 1958—1964 годах работал в Институте философии АН СССР. В 1964 году окончил аспирантуру Института философии и защитил диссертацию на соискание учёной степени  кандидата философских наук по теме «Китайская буржуазная философия XX века»
В 1965—1976 годах преподавал в Институте общественных наук при ЦК КПСС.
В 1976—1989 годах работал в Институте США и Канады АН СССР (старший научный сотрудник, заведующий сектором).
В 1993—2000 годах — профессор МГУ. В 1996 году защитил диссертацию на соискание учёной степени доктора политических наук по теме «Политическая утопия в XX веке: вопросы теории и истории»
С 2000 года — главный научный сотрудник Института США и Канады РАН. С 2012 года одновременно работает в МГИМО.
Член редакционной коллегии журнала «Общественные науки и современность» и редакционного совета журнала «США и Канада: экономика, политика, культура».

## Научные достижения
- Баталов впервые провёл комплексные исследования понятия «утопия» как социокультурного явления[2][9]
- Баталов является одним из авторов дисциплины «Философия международных отношений»[10]
- Баталов известен фундаментальными исследованиями американской политической культуры

## Награды
- Медаль ордена «За заслуги перед Отечеством» II степени (15 января 1997) — за заслуги в области печати и многолетнюю работу в редакции журнала «Российская Федерация»[11]

## Основные работы
- «Новые левые» и Герберт Маркузе. — М., 1970.
- Философия бунта. — М., 1973.
- Социальная утопия и утопическое сознание в США. — М., 1982.
- Американская утопия (на английском языке). — М., 1985.
- В мире утопии: Пять диалогов об утопии, утопическом сознании и утопических экспериментах. — М., 1989.[9]
- Политическая культура современного американского общества. — М., 1990.
- Русская идея и американская мечта. — М., 2001.
- Россия и Запад: эволюция российского общественного сознания. — М., 2002
- Мировое развитие и мировой порядок: анализ современных американских концепций. — М.: РОССПЭН, 2005. — 376 с.
- О философии международных отношений. — М., 2005
- Проблема демократии в американской политической мысли XX века. — М., 2010[12]
- Русская идея и американская мечта. — М., 2009. — Прогресс-Традиция — 384 с. — ISBN 978-5-89826-320-1, ISBN 978-5-89826-320-9 (ошибоч.)
- Баталов, Журавлева, Хозинская: «Рычащий медведь» на «диком Востоке» (Образы современной России в работах американских авторов). — М., 2009. — Роспэн — 384 с. — ISBN 978-5-8243-1124-2[13]
- Американская политическая мысль XX века. М., 2014 — Прогресс-Традиция — 616 с. [4]